# Fajlun
Fajlun (arab. فيلون) – miejscowość w Syrii, w muhafazie Idlib. W 2004 roku liczyła 3136 mieszkańców.